# Hirose Tansō
Hirose Tansō (広瀬 淡窓); 22 mai 1782 à Hita - 28 novembre 1856, est un érudit néoconfucéen, pédagogue et écrivain japonais.

## Biographie
Issu d'une riche famille de marchands, Hirose fonde en 1801 l'Académie néoconfucianiste Kangien (咸宜園). Du vivant de Hirose, l'école est fréquentée par 3 000 jeunes Japonais, et jusqu'en 1871 par plus de 4 000 jeunes hommes venu de tout le Japon. Parmi ses diplômés se trouvent des moines confucéens et bouddhistes, des médecins de la médecine traditionnelle chinoise et de la médecine d'Europe occidentale, des politiciens et des administrateurs, des commerçants, des agriculteurs et des samouraïs.
Hirose publie un anthologie de ses poèmes en 1837, une édition en trois volumes de ses écrits est publiée sous le titre Tansō zenshū (淡窓全集) entre 1925 et 1927.

## Source de la traduction
- (de) Cet article est partiellement ou en totalité issu de l’article de Wikipédia en allemand intitulé « Hirose Tansō » (voir la liste des auteurs).
- Notices d'autorité :   - VIAF
  - ISNI
  - BnF (données)
  - IdRef
  - LCCN
  - GND
  - Japon
  - CiNii
  - Pays-Bas
  - Israël
  - WorldCat